# Platten
Cet article possède des paronymes, voir Platen et Von Platen.
Platten est une municipalité allemande située dans le land de Rhénanie-Palatinat et l'arrondissement de Bernkastel-Wittlich.